# 九龍巴士19線
- 關於1949-1968年的九龍巴士19線，請見「九龍巴士54線」。
- 關於1968-1973年的九龍巴士19線，請見「九龍巴士70線」。
- 關於1975-1985年的九龍巴士19線，請見「九龍巴士19線 (第三代)」。

九龍巴士19線是香港一條新界巴士路線，於2025年3月30日起投入服務，來往安達臣及鑽石山（啟翔苑），途經安秀苑、安泰邨及牛池灣，全程收費為港幣$5.2。

## 歷史
運輸署在《2022－2023年度巴士路線計劃》中，建議開辦一條新巴士服務，每天全日循環來往安達臣道石礦場用地及鑽石山綜合發展區，途經安禧街、安愉徑、安健道、安泰邨、新清水灣道及牛池灣，以配合該石礦場發展計劃的地區發展及預計的新增乘客需求，並以招標的形式遴選營辦商。
新路線原預計2023年投入服務，惟運輸署於2024年8月才把此路線的專營權批予九巴，編號為「19」，並於2025年3月30日起投入服務，開辦初期不途經安禧街。同年6月8日起，此路線取消循環運作，改為雙向來往安達臣及鑽石山，但在此前，九巴亦有發出乘客通告，表示用車抵達啟翔苑後所有乘客必須下車或重新繳付車資。

## 服務時間及班次
19線於每日清晨至午夜提供服務，列表如下：
| 安達臣開          | 安達臣開      | 鑽石山（啟翔苑）開 | 鑽石山（啟翔苑）開 |
| 服務時間 （每日） | 班次 （分鐘） | 服務時間 （每日）  | 班次 （分鐘）      |
| ----------------- | ------------- | ------------------ | ------------------ |
| 05:30－00:30      | 30            | 06:00－01:00       | 30                 |

## 收費
19線全程收費為$5.2，並設有12歲以下小童及65歲或以上長者半價優惠，當中60歲－64歲香港居民、65歲或以上長者與合資格殘疾人士如以指定八達通繳付此線的車資，均可享有長者及合資格殘疾人士公共交通票價優惠計劃提供的$2票價優惠。乘客登車時需以現金或八達通卡繳付車資，不設找贖；而每位成人乘客可免費帶同最多兩名四歲以下而且不佔座位的兒童乘車。此外，乘客亦可透過多元化電子支付系統（e度嘟）繳付車資，乘客使用此付款方式不能享有與非九巴／龍運路線之轉乘優惠，亦不能享有「公共交通費用補貼計劃」及「長者及合資格殘疾人士乘車優惠計劃」。逢星期日及公眾假期，每名繳付成人車費的乘客，可攜同一名12歲以下小童免費乘車；每名攜同65歲或以上長者或合資格殘疾人士登車的乘客，以現金繳付車資，可享半價優惠，而合資格殘疾人士以八達通繳付車資亦可免費乘車。
19線沿途單向分段收費如下：
| 上車地點＼落車地點       | 鑽石山（啟翔苑） | 安達臣 |
| ------------------------ | ---------------- | ------ |
| 白虹樓                   | $5.1             | 不適用 |
| 牛池灣轉車站－彩虹站起   | $3.3             |        |
| 牛池灣轉車站－牛池灣村起 | 不適用           | $5.1   |
| 安泰邨起                 | $3.3             |        |

## 行車路線
19線由安達臣開出，途經安愉道、安愉徑、迴旋處、安愉徑、安愉道、安健道、安秀道、清水灣道、新清水灣道、清水灣道、龍翔道、彩虹道及支路前往鑽石山（啟翔苑）；由鑽石山（啟翔苑）開出的班次經彩虹道、斧山道（北行）、迴旋處、斧山道（南行）、龍翔道、清水灣道、新清水灣道、安秀道、安健道、安愉道、安愉徑、迴旋處、安愉徑及安愉道折返安達臣巴士總站，具體停站請參考資訊框。

## 外部連結
- 香港巴士大典上的相关条目：九巴19線